# Otomeria elatior
Otomeria elatior är en måreväxtart som först beskrevs av Achille Richard, och fick sitt nu gällande namn av Bernard Verdcourt. Otomeria elatior ingår i släktet Otomeria och familjen måreväxter. Inga underarter finns listade i Catalogue of Life.